# Sabatikl
Sabatikl (z latinského sabbaticus, což je z řeckého sabbatikos a to z hebrejského šabaton, šabat) neboli tvůrčí volno je označení pro placené, částečně placené nebo neplacené volno poskytované vysokými školami vysokoškolským učitelům za účelem vědecké práce, sebevzdělávání, práce na publikaci nebo psychohygieny. Trvá obvykle déle než dva měsíce, nejčastěji šest nebo dvanáct měsíců. V přeneseném slova smyslu jde o volno od práce za jistým účelem i v mimoakademické oblasti.
Sabatikly využívají např. vysokoškolští učitelé, pastoři, sportovci, manažeři, hudebníci, příp. jiní umělci aj.

## Biblický koncept sabatického roku
Koncept sabatiklu vychází z tzv. sabatického roku, jehož propozice se nacházejí na několika místech v Bibli (Lv 25, 1-4; Ex 23, 10n, Dt 15, 12-15), kde je uvedeno nařízení sedmý rok propouštět otroky na svobodu a nechat pole a vinice ležet ladem. Plodiny, které v tomto roce vyrostly, náležely chudým.
V židovství existuje dodnes sabatický rok (jubilejní rok, milostivé léto), vyhlašovaný každý 50. rok (po sedm krát sedmi letech) zahajovaný troubením na šofar (beraní roh), kdy se nesmějí obdělávat pole a dlužníkům jsou odpouštěny dluhy. Milostivé léto však zůstalo jen ideálem.[zdroj?]

### Leviticus, 25. kapitola (všechny ukázky jsou zKralického překladu)
1. Mluvil ještě Hospodin k Mojžíšovi na hoře Sinai, řka:
2. Mluv synům Izraelským a rci jim: Když vejdete do země, kterouž já dávám vám, odpočívati bude země, nebo sobota jest Hospodinova.
3. Šest let osívati budeš rolí svou, a šest let obřezovati budeš vinici svou a sbírati úrody její.
4. Sedmého pak léta sobotu odpočinutí bude míti země, sobotu Hospodinovu; nebudeš na poli svém síti a vinice své řezati.
5. Což se samo od sebe zrodí obilí tvého, nebudeš toho žíti, a hroznů vinice zanechané od tebe nebudeš sbírati. Rok odpočinutí :bude míti země.
6. Ale ovoce země toho odpočinutí budete míti ku pokrmu, ty i služebník tvůj, i děvka tvá, i nájemník tvůj, i příchozí tvůj, :kterýž bydlí u tebe,
7. I hovado tvé, i všeliký živočich, kterýž jest v zemi tvé, všecky úrody její budou míti ku pokrmu.
8. Sečteš také sobě sedm téhodnů let, totiž sedmkrát sedm let, tak aby čas sedmi téhodnů let učinil tobě čtyřidceti devět let.
9. Tedy dáš troubiti trubou veselé všudy sedmého měsíce v desátý den; v den očišťování dáš troubiti trubou po vší zemi vaší.
10. I posvětíte léta padesátého, a vyhlásíte svobodu v zemi té všechněm obyvatelům jejím. Léto milostivé toto míti budete, abyste :se navrátili jeden každý k statku svému, a jeden každý k čeledi své zase přijde.
11. Ten rok milostivý padesátého léta míti budete; nebudete síti, ani žíti toho, což by samo od sebe vzrostlo, ani sbírati vína :opuštěných vinic léta toho.
12. Nebo milostivé léto jest, protož za svaté je míti budete; ze všelikého pole jísti budete úrody jeho.

### Exodus, 23. kapitola
10. Po šest let osívati budeš zemi svou, a shromažďovati úrodu její;
11. Sedmého pak léta ponecháš jí, ať odpočine, aby jedli chudí lidu tvého. Co pak zůstane po nich, pojí zvěř polní. Tak uděláš s :vinicí svou i s olivovím svým.
12. Šest dní budeš dělati díla svá, dne pak sedmého přestaneš, aby odpočinul vůl tvůj i osel tvůj, a oddechl syn děvky tvé i :příchozí.

### Deuteronomium, 15. kapitola
12. Jestliže by prodán byl tobě bratr tvůj Žid aneb Židovka, a sloužil by tobě za šest let, sedmého léta propustíš jej od sebe :svobodného.
13. A když jej propustíš svobodného od sebe, nepustíš ho prázdného.
14. Štědře darovati jej budeš dary z dobytka svého, z stodoly a z vinice své; v čemž požehnal tobě Hospodin Bůh tvůj, z toho dáš :jemu.
15. A pamatuj, že jsi služebníkem byl v zemi Egyptské, a že tě vykoupil Hospodin Bůh tvůj, protož já to dnes tobě přikazuji.

## Situace v České republice
Poskytování tvůrčího placeného volna akademickým pracovníkům (anglicky sabbatical) zmiňuje v českém právním řádu prvně zákon č. 111/1998 Sb., o vysokých školách:
§ 76
Tvůrčí volno
1. Akademickému pracovníku vysoké školy se na jeho žádost poskytne tvůrčí volno v délce šesti měsíců jedenkrát za sedm let, nebrání-li tomu závažné okolnosti týkající se plnění vzdělávacích úkolů vysoké školy.
2. Po dobu tvůrčího volna náleží akademickému pracovníku mzda.

### Související dokumenty
- https://www.muni.cz/o-univerzite/uredni-deska/statut-mu
- https://web.archive.org/web/20050121183627/http://www.udv.zcu.cz/leg/pc5.htm